# Daniel Campos
Daniel Campos is een provincie in het westen van het departement Potosí in Bolivia. De Salar de Uyuni beslaat een groot deel, 65%, van de provincie. De provincie is vernoemd naar Daniel Campos (1829-1910), een Boliviaans dichter die in het departement is geboren. Zijn bekendste werk is Celichá

## Geografie
De provincie Daniel Campos is een van de zestien provincies van het departement. Het ligt tussen 19° 25' en 20° 50' zuiderbreedte en tussen 66° 49' en 68° 47' westerlengte. Het oppervlak is 12.106 km², ongeveer tweemaal het oppervlak van Noord-Brabant. Daniel Campos grenst in het noorden aan het departement Oruro, in het westen aan de republiek Chili en verder aan de provincies Nor Lípez en Antonio Quijarro in resp. het zuiden en oosten. De provincie is ca. 240 km van oost naar west en 180 km van noord naar zuid.

## Demografie
Belangrijkste taal in de provincie is het Spaans wat door 80% van de bevolking wordt gesproken, tegenover 59% Aymara. Volgens volkstellingen is het aantal inwoners toegenomen van 4630 in 1992 naar 5067 in 2001. Hoofdstad van de provincie is de stad Llica
87% van de bevolking heeft geen toegang tot elektriciteit en 91% niet tot sanitaire voorzieningen. 73% van de bevolking werkt in de landbouw, 3% in de mijnbouw, 2% in de industrie, 22% in dienstverlening. 87% van de bevolking is katholiek en 8% evangelisch.

## Bestuurlijke indeling
Daniel Campos is verdeeld in twee gemeenten:
- Llica
- Tahua

Alonso de Ibáñez · 
Antonio Quijarro · 
Bernardino Bilbao · 
Charcas · 
Chayanta · 
Cornelio Saavedra · 
Daniel Campos · 
Enrique Baldivieso · 
José María Linares · 
Modesto Omiste · 
Nor Chichas · 
Nor Lípez · 
Rafael Bustillo · 
Sud Chichas · 
Sud Lípez · 
Tomás Frías